# Mozilla
Mozilla este o comunitate de software liber creată în anul 1998 de către membrii Netscape. Comunitatea Mozilla folosește, dezvoltă și răspândește produse Mozilla care promovează softul liber și standarde deschise (cu foarte puține excepții). Comunitatea este susținută instituțional de către Fundația Mozilla și de către subsidiara sa plătitoare de taxe Corporația Mozilla
Mozilla produce navigatorul Firefox, clientul de e-mail Thunderbird, sistemul de operare mobil Firefox OS, sistemul de urmărire a defectelor Bugzilla și o serie de alte proiecte.

## Istoric
La data de 23 februarie 1998 compania Netscape a creat proiectul Mozilla (după numele de cod original al Navigatorului Netscape - Mosaic și Godzilla - un monstru cinematografic celebru) pentru a coordona dezvoltarea suitei de aplicații Mozilla, varianta cu sursă deschisă a softului pentru internet dezvoltat de Netscape, respectiv Netscape Communicator. Jamie Zawinski, contribuitor important pentru Mozilla, Netscape și XEmacs, spune că a inventat numele „Mozilla” în timpul unei întâlniri a angajaților Netscape. Inițal un grup restrâns de angajați Netscape a fost însărcinat cu coordonarea noii comunități.
Inițial, Mozilla a fost constituită pentru a fi furnizor de tehnologie pentru companii precum Netscape, care urmau să comercializeze codul sursă. Când AOL (compania mamă Netscape) și-a redus semnificativ implicarea în Mozilla în 2003, Fundația Mozilla a devenit conducător legal al proiectului. La scurt timp, Mozilla a declarat ca „învechită” Suita Mozilla în favoarea creației de aplicații independente pentru fiecare funcție, în special navigatorul Firefox și clientul de e-mail Thunderbird și a făcut demersuri de a distribui aceste produse direct publicului.
Recent, activitatea Mozilla s-a extins să includă Firefox pe platforme mobile (în principal Android), un sistem de operare mobil - Firefox OS, un sistem de identitate pe web - Persona, o piață de aplicații HTML5 - Marketplace și o aplicație calendar Sunbird.
Într-un raport publicat pe 12 noiembrie 2012, Mozilla a raportat un venit total pentru anul 2011 de 163 milioane USD, cu 33% mai mare față de anul precedent. Mozilla a specificat că aproximativ 85% din venit provenea din contractul lor cu Google.
La sfârșitul anului 2013 Mozilla a anunțat un aranjament cu Cisco Systems unde Firefox va descărca și folosi un „build” binar a unui codec cu sursă deschisă pentru a putea reda formatul proprietar H.264. Ca parte a aranjamentului, Cisco ar urma să plătească orice taxe necesare pentru licențierea brevetelor software asociate cu build-urile binare distribuite. CTO-ul Mozilla de la acea vreme, Brendan Eich a recunoscut că „este o soluție imperfectă” și „incompletă”. Un angajat Mozilla care făcea parte din echipa de formate video a scris în mod neoficial că Mozilla „a făcut rabat de la principiile sale, dar în scopuri practice și tactice pentru asigurarea viitorului proiectului”. 
În decembrie 2013 Mozilla a anunțat finanțarea dezvoltării de jocuri nelibere de către amatori prin Provocarea Creatorilor de Jocuri, dar care trebuie realizate cu tehnologii deschise și JavaScript.

## Controversa Brendan Eich
Pe 24 martie 2014 Mozilla l-a promovat pe Brendan Eich în rolul de CEO. Acest fapt a dus la boicoturi și proteste din partea comunității LGBT pentru că Eich a contribuit 1000 USD împotriva unei campanii politice de legalizare a căsătoriilor între persoanele de același sex. Donația lui Eich a devenit publică în 2012 în timp ce era CTO Mozilla, dar în ciuda protestelor de pe Twitter (hashtag-ul #wontworkwithbigots) controversa s-a stins după o vreme.
Protestele au erupt în 2014 în urma anunțului de numire a lui Eich în funcția de CEO al Mozilla. Companiile americane OkCupid și CREDO Mobile au criticat decizia. OkCupid a rugat utilizatorii să boicoteze navigatorul Firefox iar Credo a cules 50 de mii de semnături care cereau demisia lui Eich.
În urma controversei, Eich s-a retras în mod voluntar la data de 3 aprilie 2014 iar Mitchell Barker, directoarea executivă a Corporației Mozilla a făcut următoarea declarație pe blog-ul Mozilla: „Nu ne-am mișcat destul de rapid pentru a lua pulsul comunității în urma controversei. Mozilla crede atât în egalitate, cât și în libertatea cuvântului. Egalitatea este o condiție necesară pentru exprimarea liberă, iar exprimarea liberă este necesară în lupta pentru egalitate”.
S-a descoperit ulterior că Sam Yagan, co-fondator OkCupid și CEO, a donat și el 500 USD candidatului Republican Chris Cannon, care votase mai multe măsuri percepute ca „anti-gay”, inclusiv măsuri de ilegalizare a căsătoriei între persoanele de același sex. Yagan a declarat că nu cunoștea orientarea lui Cannon în privința drepturilor persoanelor de același sex și că donația a avut loc deoarece Cannon era în acel moment membru al sub-comitetului Camerei Reprezentanților pentru Internet și Proprietate Intelectuală.

## Valori
Manifestul Mozilla delimitează scopurile, principiile și angajamentul de „promovare a spiritului deschis, a inovației și oportunității pe internet”.

## User Agent
Un „User Agent” este un șir de caractere trimis de browser serverelor de web cu scopul de a se identifica. Netscape a ales pentru browserul propriu șirul " Mozilla/x.x (...) ". Datorită popularității browserului Netscape la mijlocul anilor 1990, anumite situri web identificau browserul folosit tocmai după acest șir de caractere, și fie trimiteau conținut mai sărac către celelalte browsere (sub prezumția că acestea nu vor fi capabile să afișeze corect anumite elemente create de Netscape și încă nestandardizate de W3C), fie refuzau total accesul altor browsere la site. Ca urmare, și competitorii lui Netscape au început să includă în șirul lor cuvântul "Mozilla", chiar dacă nu aveau nicio legătură cu Netscape. Principalul competitor care a ales o astfel de tactică a fost Microsoft, care folosește pentru browserul său Internet Explorer (MSIE) șirul " Mozilla/x.x (compatible; MSIE ...) ". După ce în urma "războiului browserelor" Internet Explorer a detronat pe Netscape Navigator de pe poziția de lider de piață, și alte browsere au început să imite pe Internet Explorer, astfel cuvântul Mozilla apărând în User Agent la o gamă foarte largă de browsere. Pentru verificarea propriului User Agent puteți folosi View My User Agent Arhivat în 9 noiembrie 2013, la Wayback Machine.